# مركز الإدارة المحلية السعودي
أنشئ مركز الإدارة المحلية تقديراً لخادم الحرمين الشريفين الملك سلمان بن عبد العزيز آل سعود، وذلك لجهوده الخالدة في تحويل مدينة الرياض من بلدة صغيرة إلى حاضرة عمرانية مزدهرة وعاصمة دولية. يُعد المركز أول مركز أبحاث في المملكة متخصص في الإدارة المحلية، ويتمتع بمكانة مرموقة باعتباره أول مركز أبحاث غير ربحي يجمع بين النظرية والممارسة مما يجعله شريكاً لصانعي القرار في رسم الأهداف.
جاءت فكرة إنشاء المركز من صاحب السمو الأمير د.عبد العزيز بن محمد بن عياف نائب رئيس مجلس إدارة مؤسسة الرياض الخيرية للعلوم، ورئيس مجلس أمناء جامعة الأمير سلطان، والأمين السابق لأمانة منطقة الرياض، والريادي البارز في مجال الإدارة المحلية.

## الخدمات
يُجري المركز أبحاثاً ودراسات، ويقدّم خدمات استشارية، ويقيم فعاليات ويصمم مناهج تدريبية تنفيذية متخصصة تتعلق بالإدارة المحلية وما يرتبط بها من مجالات أخرى، مقدماً خدماته للشركاء والعملاء عبر كادر محترف ومتخصص. يدير المركز أيضا جائزة الملك سلمان للإدارة المحلية العربية بالتعاون مع المنظمة العربية للتنمية الإدارية، علاوة على احتضانه مشاريع خاصة مثل الخارطة الرقمية للحكومة السعودية.

## مفهوم الإدارة المحلية
يتمثل مفهوم الإدارة المحلية وفق منظور المركز إلى الأساليب والآليات التي تنظم بها الجهات الحكومية المعنية إدارة وتنمية المناطق والمدن والمحافظات والقرى والهجر، بالإضافة إلى إدارة وتنمية عمليات صنع القرارات والسياسات في مختلف هذه الوحدات المحلية. وعليه، فإن الإدارة المحلية لا تشير فقط إلى التنظيم الداخلي أو القدرات المؤسسية للجهات ذات الصلة بهذا المجال فحسب، بل تقوم أيضاً بتحليل العلاقات والارتباطات والتكاملات القائمة بين هذه الجهات، بالإضافة إلى دور المؤسسات غير الحكومية في هذه العمليات.
ومن هنا ينظر المركز للسلطات المحلية في المملكة (كوزارة الداخلية، ووزارة الشؤون البلدية والقروية، وإمارات المناطق، والمحافظات، والمراكز، والأمانات، والبلديات، وكذلك مجالس المناطق والمجالس المحلية والمجالس البلدية، بالإضافة إلى فروع الأجهزة الحكومية في المناطق التي تقدم الخدمات المحلية ذات الصلة) على أنها أبرز الجهات المؤثرة في الإدارة المحلية، وبالتالي فإن المركز يطمح إلى تعزيز أدائها في تلبية متطلبات المواطنين وتطلعاتهم لتطوير المناطق التي يقطنون بها.